# Дети кукурузы (фильм, 1984)
«Де́ти кукуру́зы» (англ. Children of the Corn) — американский фильм ужасов, снятый по одноимённому рассказу Стивена Кинга. Первый фильм в серии «Дети кукурузы».
Слоган картины — «В их мире взрослым не позволено… жить» (англ. In their world adults are not allowed… to live).

## Сюжет
В городе Гэтлин, штат Небраска, все дети убили взрослых и тех, кто достиг 19 лет. Детей заставил убивать взрослый мальчик-пророк Айзек Кронер. Гэтлин очищен от «грешных».
Три года спустя семейная пара Берт и Вики, которые радуются жизни, на дороге случайно сбивают мальчика. Они замечают, что у него перерезано горло (мальчика убил подросток Малахия, он последователь Айзека, но расходится с ним во мнении о «том, кто обходит ряды»). Семейная пара решает отвезти труп юноши в город Гэтлин. Механик на автозаправке недалеко от города пытается убедить их ехать в другой город, расположенный дальше. Берт пытался поступить в соответствии с этим советом, но дорога вернула их обратно к заправке, после чего им остается только ехать в Гэтлин. А Малахия приходит на заправку и убивает механика, что позже вызвало недовольство Айзека.
Они обнаруживают, что город пуст. Нет ни одной живой души, везде беспорядок, и почти везде растет кукуруза. В городе они находят девочку Сару (она умеет рисовать рисунки, на которых изображены действия, которые произойдут в будущем). Берт идёт на поиски людей, а Вики остаётся с Сарой. Внезапно появляется группа подростков, они похищают Вики.
Берт заходит в церковь, там находятся дети, которые совершают обряд. Дети нападают на Берта, он спасается бегством. Раненого Берта спасает мальчик Иов, они прячутся в погребе его дома. Иов рассказывает, что всё это началось от проповедей Айзека о том, что взрослые грешные, и все беды мира — их вина, также Иов рассказывает, что он и его сестра Сара не любят Айзека и не согласны с его верой.
На кукурузном поле Вики распяли на кресте, сделанном из кукурузы, рядом с распятым полицейским («Человек в голубом», который пытался убить бога кукурузы). У Малахии с Айзеком возникает конфликт, Малахия становится лидером детей и приказывает им распять Айзека. Ночью Берт и Иов приходят на кукурузное поле. Берт освобождает Вики и вступает в схватку с Малахией. Нечто пришедшее из глубин кукурузного поля убивает Айзека, но некоторое время спустя он оживает и убивает Малахию. Берт, Вики и дети бегут в дальний сарай. Берт решает сжечь поле, он поливает его бензином и поджигает, из горящего поля появляется демон, вскоре он взрывается. Покидая Гэтлин, Берт и Вики предлагают Иову и Саре уехать вместе с ними, дети с радостью соглашаются.

## В ролях
- Питер Хортон — Бёрт Стэнтон
- Линда Хэмилтон — Вики Бакстер
- Р. Дж. Армстронг — Диэл (Старик)
- Джон Фрэнклин — Айзек Кронер
- Кортни Гэйнс — Малахия Боардман
- Робби Кайгер — Иов
- Энн Мари МакИвой — Сара
- Джули Маддалена — Рэйчел Колби
- Джонас Марлоу — Джозеф
- Джон Филбин — Ричард «Эймос» Диган

## Производство

### Сценарий
Изначально фильм должен был строго следовать концовке одноименного рассказа Стивена Кинга, в котором героиня Линды Гамильтон погибала, а её тело вешали на крест рядом с полицейским; Берта же убил Тот, кто обходит ряды. Однако в итоге решено было снять счастливый финал. Кроме того, существует несколько различий между финальным сценарием и рассказом Кинга: в рассказе Айзеку было 9 лет, а его и Малахию звали Уильям Ренфрю и Крэйг Бордмэн, соответственно.

### Кастинг
Роль Берта сыграл Питер Хортон, известный зрителям по ролям в телесериалах «Семь невест для семи братьев» и «Немного за тридцать». Главную женскую роль — молодой женщины по имени Вики — сыграла актриса Линда Хэмилтон, прославившаяся благодаря роли Сары Коннор в двух картинах франшизы «Терминатор». Джону Фрэнклину, страдающему дефицитом гормона роста, исполнителю роли Айзека, на момент съёмок было 24 года.

### Съёмки
Съёмки проходили с сентября по октябрь 1983 года в окрестностях городов Хорник, Саликс, Уитинг и Соу-Сити в штате Айова. Сцены на дорогах вокруг Гатлина отсняли в Калифорнии. Практически все съёмки проходили в настоящих полях кукурузы, бутафория была использована лишь в некоторых сценах. Все сцены с участием Р. Джей Армстронга отсняли за один день.

### Расширенные сцены
Режиссёрская версия фильма была значительно длиннее — из прокатной версии вырезали следующие сцены:
- Пролог картины был более длинным: показана смерть шерифа, которому перерезали горло, а затем вонзили нож в грудь. Также была показана сцена убийства фермера группой подростков с кирками.
- Сцена разговора родителей Сары и Иова за завтраком перед началом резни также была длиннее — мужчина и женщина обсуждали рисунки Сары, предчувствуя что-то зловещее, что должно произойти в городе в скором времени.
- В сцене молитвы Айзека Тому, кто обходит ряды мальчик получает видение о своей судьбе.

### Музыка
Музыку к фильму написал композитор Джонатан Илайас. В картине также была использована песня «Runaway» из репертуара группы Del Shannon. Официально был выпущен альбом с инструментальной музыкой Илайаса, общее время звучания составило 31 минуту 32 секунды.
1. Main Title (1:30)
2. Barn Run (1:13)
3. Dream Music (1:30)
4. Murder (2:18)
5. The Arrival (2:24)
6. Chase Theme (1:13)
7. The Invasion (3:16)
8. Burning The Cornfield (3:28)
9. Vicky’s Dream (2:42)
10. Attack Of The Children (1:00)
11. Fighting Back (2:48)
12. Deal’s Haunting (1:10)
13. Exploring (2:00)
14. The Cornfield (1:00)
15. Isaac Vs. Malaki (0:24)
16. The Resolution (2:05)
17. End Titles (1:31)

## Релиз

### Кассовые сборы
В прокате США картина собрала $14 млн.

### Критика
Картина получила негативные отзывы от Джина Сискела и Роджера Эберта в программе «At The Movies». На сайте «Rotten Tomatoes» рейтинг составляет 39 %, основываясь на 31-м обзоре.

### Награды
1984:
- «Brussels International Festival Of Fantasy Film»: «Лучшая фэнтези-картина» Фритцу Киршу (победа)

1985:
- «Avoriaz Fantastic Film Festival»: «Grand Prize» Фритцу Киршу (номинация)
- «Young Artist Awards»: «Best Young Supporting Actor In A Motion Picture Musical/Comedy/Adventure/Drama» Робби Кигеру / Энни Мэри МакЭвой (2 номинации)

### Выход на видео
Картина выходила в США на VHS, DVD и Blu-Ray. А также лицензионно издавалась на видеокассетах и DVD в России.